# Elección presidencial de Alemania Occidental de 1974
Una elección presidencial indirecta se celebró en Alemania Occidental, el 15 de mayo de 1974. A pesar de que la duración del cargo es renovable una vez, el entonces titular Gustav Heinemann optó por no buscar, por razones de salud, un segundo mandato. Los partidos de gobierno (SPD y FDP) nominaron al Vicecanciller Walter Scheel; la Unión Demócrata Cristiana (CDU) nominó a Richard von Weizsäcker. Scheel ganó la elección por 32 votos en la primera votación. Él sirvió como presidente hasta 1979. Weizsäcker serviría más tarde como presidente desde 1984 hasta 1994. 
Al momento de su elección, Scheel se desempeñaba como canciller interino, debido a  que Willy Brandt había renunciado al cargo de canciller el 8 de mayo de 1974. Helmut Schmidt fue elegido nuevo canciller un día después de la elección presidencial.
Las elecciones, que desde 1954 a 1969 se habían llevado a cabo en Berlín Oeste, se llevaron a cabo en Bonn, por primera vez desde aquel tiempo. Desde la primera elección presidencial después de la reunificación en 1994, la Asamblea Federal se reúne de nuevo en Berlín.

## Composición de la Asamblea Federal[1]
El Presidente es elegido por la Asamblea Federal integrada por todos los miembros del Bundestag y un número igual de delegados en representación de los estados. Estos se dividen proporcionalmente según la población de cada estado, y la delegación de cada estado se divide entre los partidos políticos representados en su parlamento a fin de reflejar las proporciones partidistas en el parlamento.
| Por Partido                 | Por Partido | Por Partido | Por Estado        | Por Estado |
| Partido                     | Partido     | Miembros    | Estado            | Miembros   |
| --------------------------- | ----------- | ----------- | ----------------- | ---------- |
|                             | CDU/CSU     | 501         | Bundestag         | 518        |
|                             | SPD         | 470         | Baden-Württemberg | 75         |
|                             | FDP         | 65          | Baviera           | 91         |
| Total                       | Total       | 1036        | Berlín            | 17         |
|                             |             |             | Bremen            | 6          |
| Hamburg                     | 15          |             |                   |            |
| Hesse                       | 46          |             |                   |            |
| Baja Sajonia                | 62          |             |                   |            |
| Renania del Norte-Westfalia | 143         |             |                   |            |
| Renania-Palatinado          | 33          |             |                   |            |
| Saarland                    | 10          |             |                   |            |
| Schleswig-Holstein          | 22          |             |                   |            |
| Total                       | 1036        |             |                   |            |

## Resultados[2]
| Candidato                                                                       | Apoyo político              | Votos | %    |
| ------------------------------------------------------------------------------- | --------------------------- | ----- | ---- |
| Walter Scheel                                                                   | FDP, SPD                    | 530   | 51.2 |
| Richard von Weizsäcker                                                          | CDU/CSU                     | 498   | 48.1 |
| Votos en blanco                                                                 | Votos en blanco             | 5     | 0.5  |
| Votos inválidos                                                                 | Votos inválidos             | 0     | 0.0  |
| Electores que no sufragaron                                                     | Electores que no sufragaron | 3     | 0.3  |
| Total                                                                           | Total                       | 1,036 | 100  |
| Con estos resultados, Walter Scheel fue elegido Presidente Federal de Alemania. |                             |       |      |